# 清水冰流
清水冰流（英語：Shimizu Ice Stream）是南極洲的冰流，位於瑪麗伯德地，處於霍利克山脈，流經威斯康辛山脈和長山，最終注入霍利克冰流南面，美國地質調查局根據測量和美國海軍拍攝的空中照片繪入地圖，現時由南極條約體系管理。